# Moses Wolfenstein
Moses Wolfenstein (* 4. Januar 1838 in Obersitzko, Kreis Samter; † 8. April 1907 in Steglitz) war ein deutscher jüdischer Kaufmann in Berlin und Stifter der Synagoge Steglitz im gleichnamigen Berliner Stadtteil. Ihm zu Ehren wurde am 15. März 1966 ein Teil der Berliner Birkbuschstraße in Wolfensteindamm umbenannt. Ein Neffe Moses Wolfensteins war der von ihm geförderte Dichter Alfred Wolfenstein.

## Leben
Moses Wolfenstein wurde 1838 als Sohn von Koppel Wolfenstein in Obersitzko, einer stark jüdisch geprägten Ortschaft in der preußischen Provinz Posen geboren. In der Mitte des 19. Jahrhunderts siedelte die Familie nach Berlin um, wo sie ein Textilgeschäft betrieb. Wolfenstein nahm am dritten Reichseinigungskrieg von 1870/71 teil und erbaute nach seiner Rückkehr nach Berlin 1872 ein Wohn- und Geschäftshaus in der Düppelstraße 41, in dessen Hinterhof er 1897 durch den Umbau eines Pferdestalls eine Synagoge einrichtete.
Seit ihrer Gründung der jüdischen Gemeinde von Steglitz im April 1878 war Wolfenstein bis zu seinem Tod ihr Vorsitzender. In dieser Funktion prägte Wolfenstein über Jahrzehnte das jüdische Leben in Berlin entscheidend mit.

## Sonstiges
Moses Wolfenstein war der jüngere Bruder von Heymann Wolfenstein (1836–1890), Kaufmann in Halle (Saale) und Vater des Schriftstellers Alfred Wolfenstein. Nach dem frühen Tod seines Bruders unterstützte Moses Wolfenstein seinen Neffen finanziell und ermöglichte es ihm, seine Schullaufbahn ab 1901 am Askanischen Gymnasium Berlin abzuschließen und ab 1905 ein Studium der Rechtswissenschaft an der Universität zu Berlin zu absolvieren.
Wolfensteins Sohn Kurt wanderte 1939 in die USA aus. Seine Nachfahren leben heute in Seattle.